# Victory’s Short
Victory’s Short (französisch La Victoire est de courte durée) ist ein französischer Kurzfilm (Schwarze Komödie) aus dem Jahr 2014, bei dem Mika’ela Fisher Regie führte. Victory’s Short feierte am 16. Oktober 2015 in Mailand Premiere.
Der Film wird überwiegend von Dialogen getragen. Die Schwarzweißfotografie sowie das Szenenbild erinnern an einen Hitchcock-Film der 1950er Jahre.

## Handlung
Der Film ist nach der Art eines Kammerspiels aufgebaut; Gabrielle Montvignier und ihr Gatte diskutieren ihr "Eheleben" während eines mitternächtlichen Abendessen. Die Handlung spielt im Salon eines düsteren Schlosses. Die Figuren stimmen mit denen der Addams Family überein. Zu Beginn wird preisgegeben, dass Montvignier seine Gattin vergiften will. Nach einem 15-minütigen zynischen Wortspiel endet der Film mit einigen unerwarteten Überraschungen.

## Veröffentlichung und Auszeichnungen
Der Film wurde erstmals bei den Internationalen Filmfestspielen von Cannes im Mai 2014 gezeigt.
Des Weiteren wurde er beim Milan International Film Festival 2015 (MIFF) am 16. Oktober 2015 aufgeführt. Dort erhielt der Film eine Nominierung in der Kategorie Internationale Kurzfilme bis zu 15 Minuten.
Am 16. Dezember 2015 feiert er Kinopremiere in Frankreich.